# 摩蹉
摩蹉（意为“鱼”），也譯为麻蹉，印度教大神毗湿奴十大化身中的第一个化身。化成摩蹉的毗湿奴拯救世人免遭洪水毁灭。印度人種的祖先摩奴捕到小鱼，此鱼迅速长成巨鱼，透露自己是神。洪水来临时，摩奴把船系在此鱼头上的角上，幸得死里逃生。
摩蹉之像或为鱼，或半人半鱼。四臂，一手执海螺壳，一手执飞轮，一手作颁福状，一手作护卫之势。

## 图库

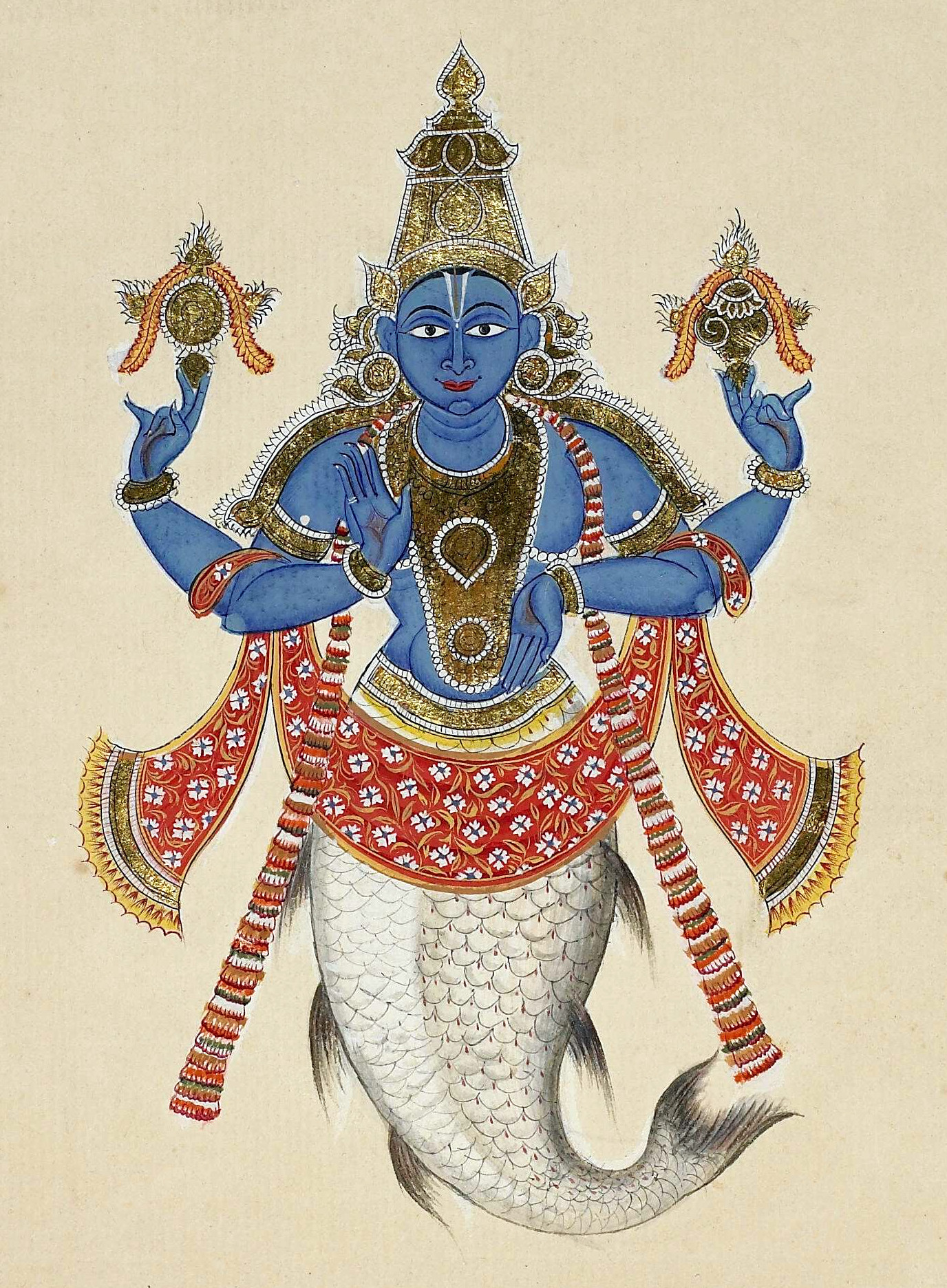
1820年画作，藏于大英博物馆。
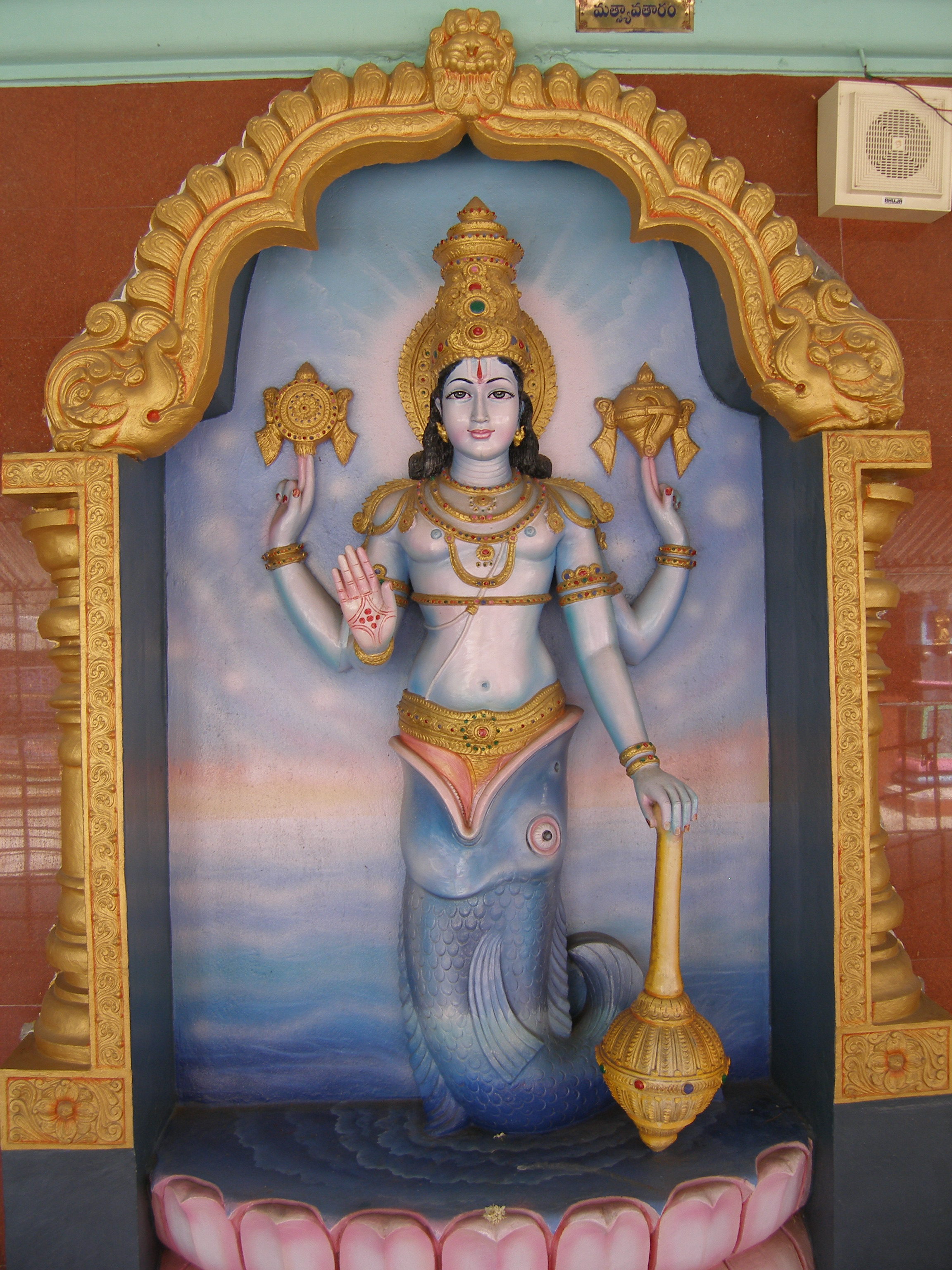
Narayana Tirumala神庙的雕塑
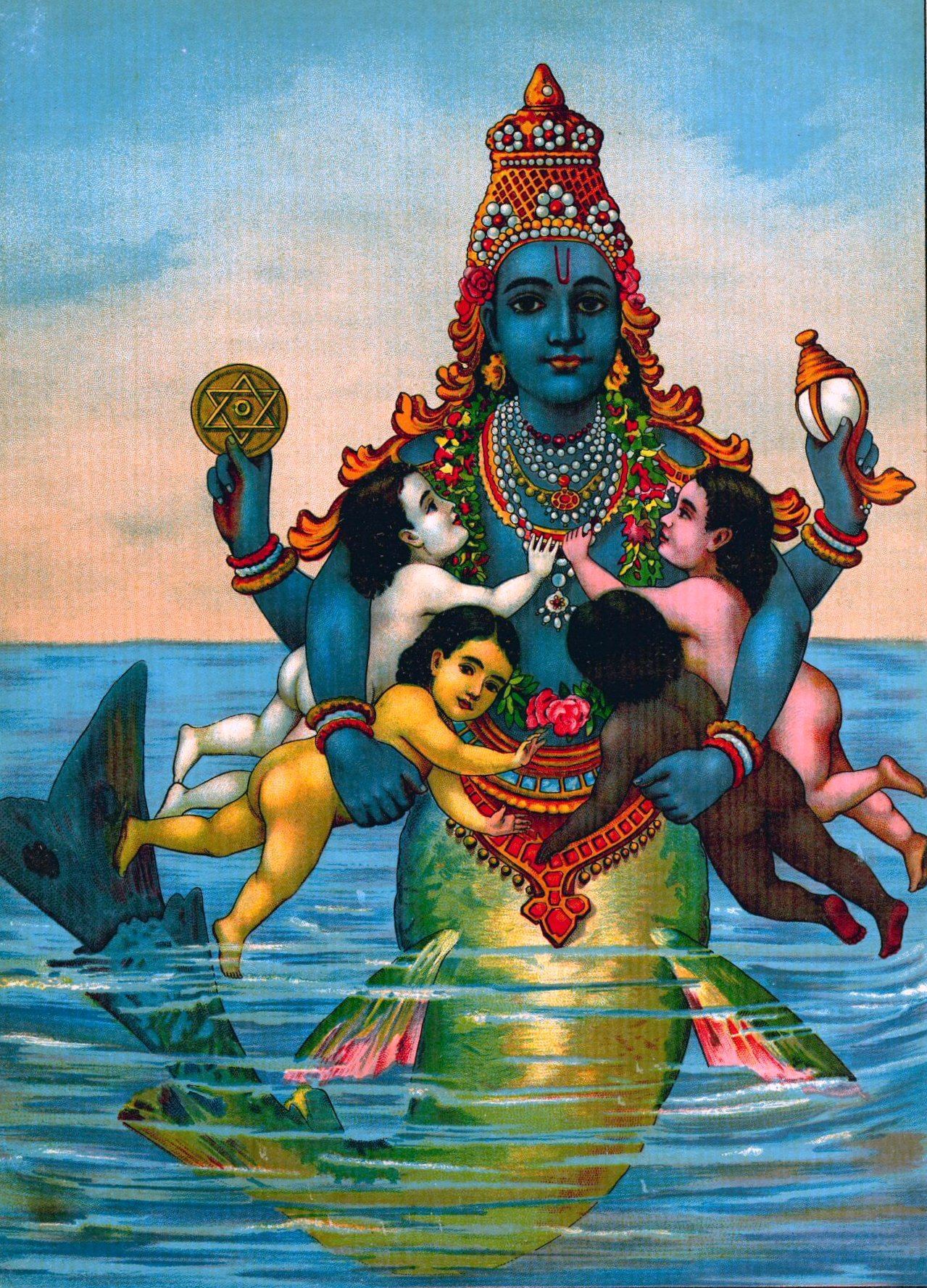
拉贾·拉维·瓦尔玛画作
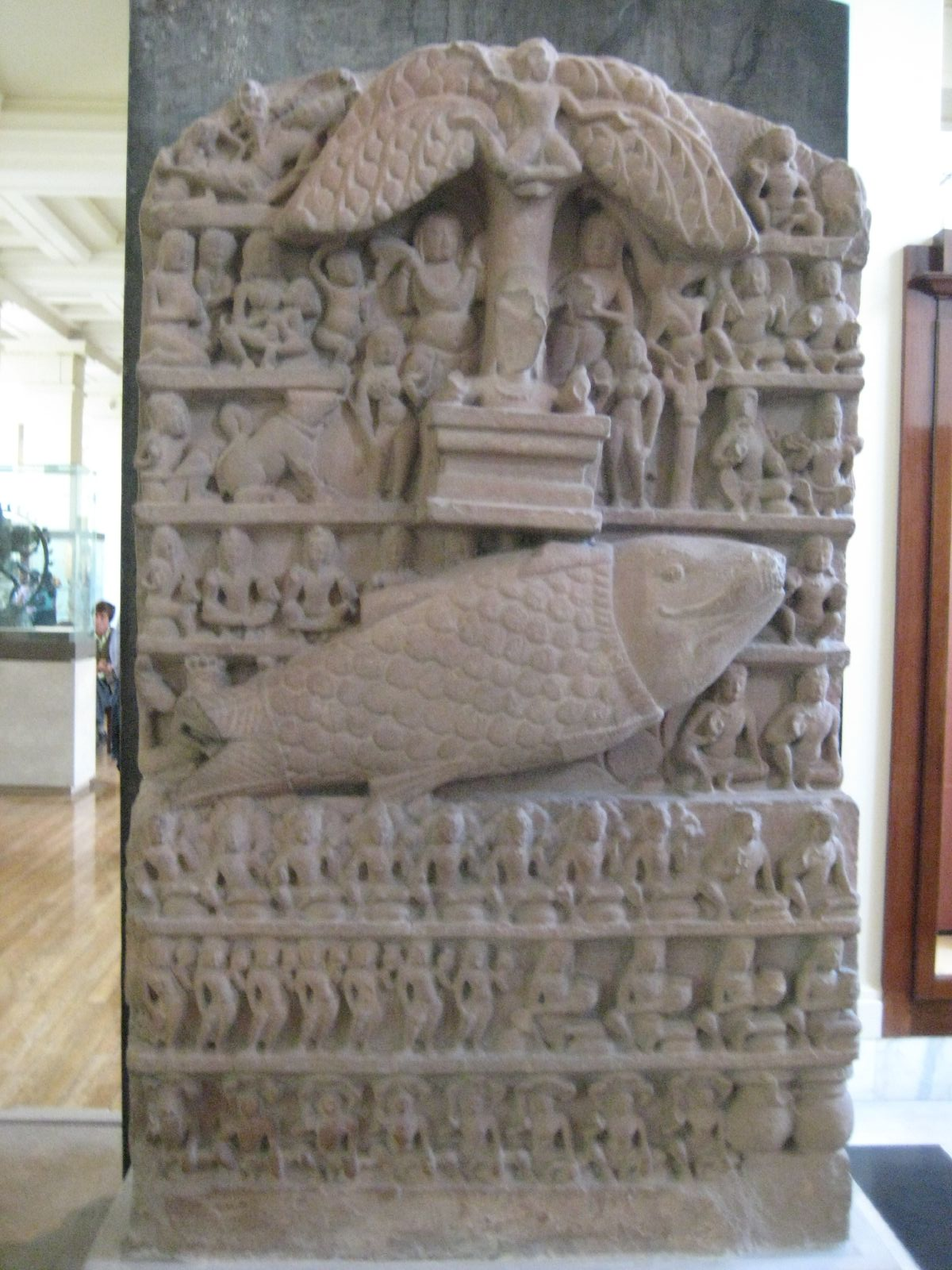
约9-10世纪的中印度雕塑，藏于大英博物馆。
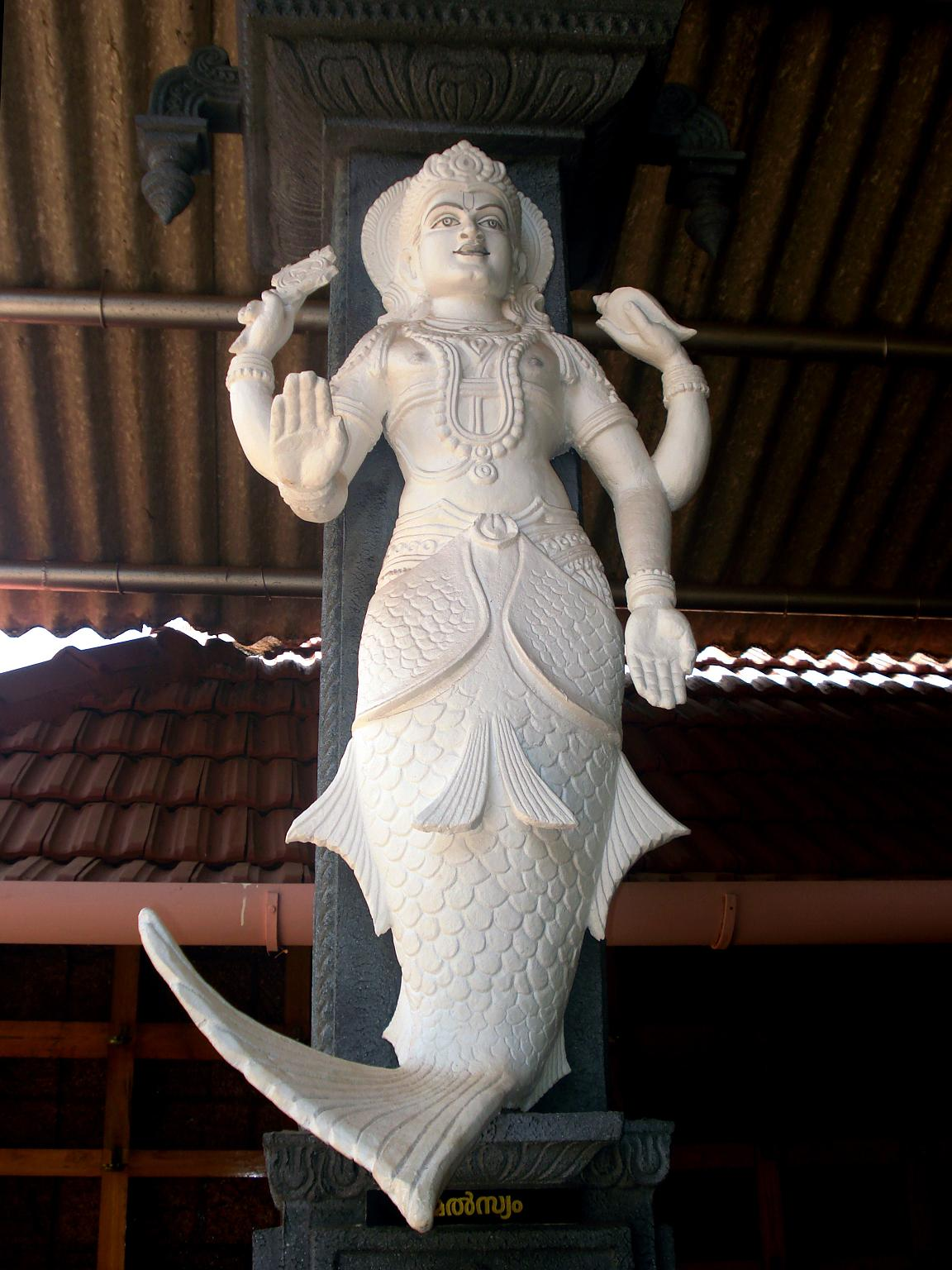
摩蹉的雕像
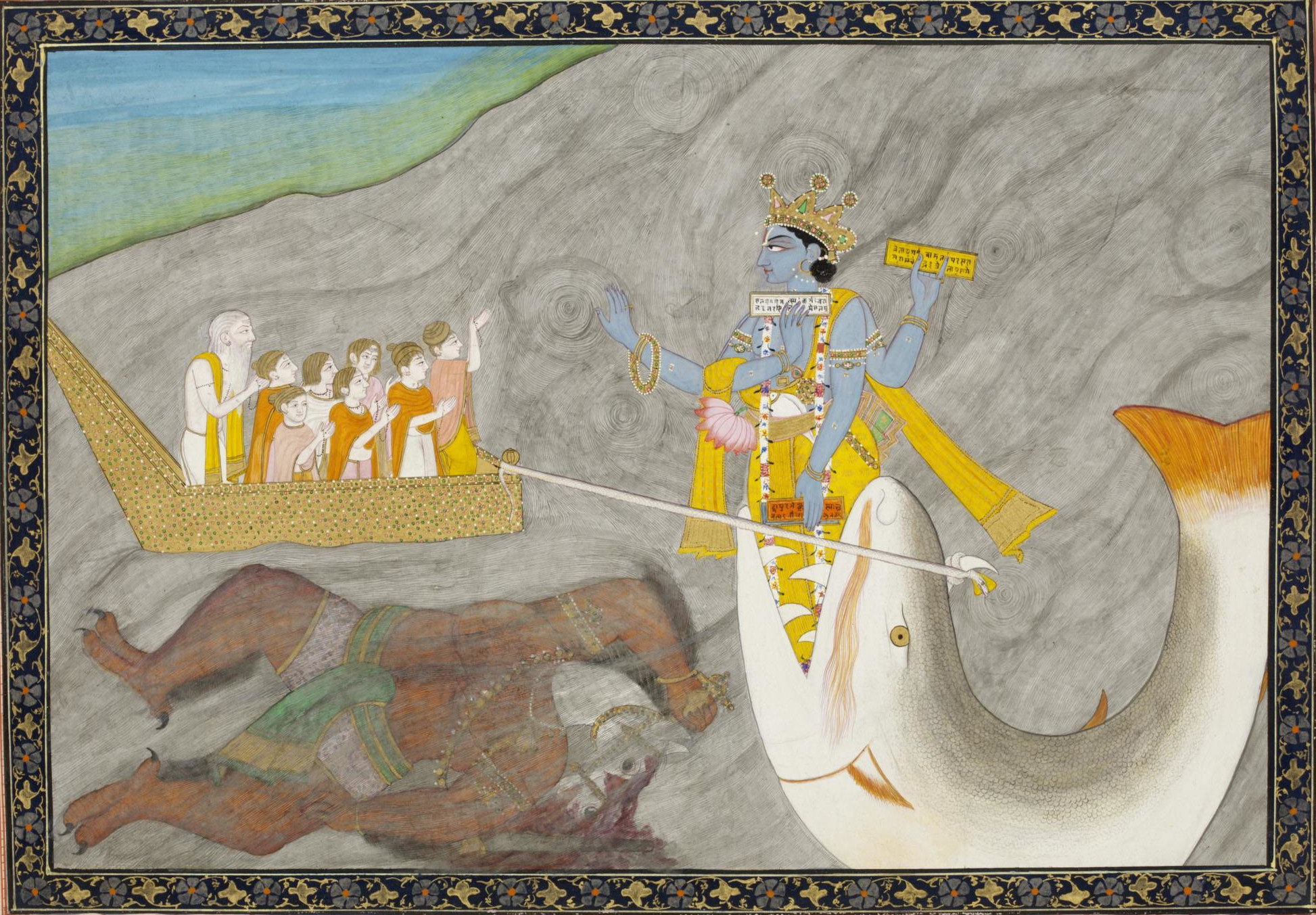
毗湿奴-摩蹉从一条有角的鱼的嘴里出现，拉着摩奴和七位圣人的船。摩蹉从死在大海中的恶魔马头那里找回了吠陀经文。约1860年-1870年，维多利亚和阿尔伯特博物馆。

## 延伸阅读
- Bonnefoy, Yves. (1993).  Asian Mythologies （页面存档备份，存于）. University of Chicago Press. pp. 79–80. ISBN 0-226-06456-5.
- Nanditha Krishna. . Penguin Books India. 20 July 2009. ISBN 978-0-14-306762-7.
- Rao, T.A. Gopinatha. . 1: Part I. Madras: Law Printing House. 1914.
- Mani, Vettam. . Motilal Banarsidass Publishers. 1975. ISBN 978-0-8426-0822-0.